# Lista lacurilor din București

Harta lacurilor din Bucureşti

Aceasta este o listă a lacurilor din București.
- Lacul Băneasa
- Lacul Cișmigiu
- Lacul Colentina
- Lacul Dâmbovița
- Lacul Dobroești
- Lacul Filaret [1]
- Lacul Fundeni
- Lacul Floreasca
- Lacul Grivița
- Lacul Herăstrău
- Lacul Morii
- Lacul Pantelimon
- Lacul din Parcul Drumul Taberei
- Lacul din Parcul Carol
- Lacul Plumbuita
- Lacul Străulești
- Lacul Tineretului
- Lacul Tei
- Lacul Titan - parte din Parcul Alexandru Ioan Cuza
- Lacul Văcărești